# 弗拉基米尔·洛博夫
弗拉基米尔·尼古拉耶维奇·洛博夫（俄语：Владимир Николаевич Лобов，1935年7月22日—），苏联及俄罗斯军事领导人。1989年晋升大将。1991年担任苏军总参谋长。

## 生平
1935年生于巴什基爾蘇維埃社會主義自治共和國布拉耶沃區布拉耶沃村。1954年参加苏军，在土耳其斯坦军区摩托化步兵第201师某炮兵团服役。1959年毕业于梁赞炮兵学校，任排长。1960年被调往当时才成立不久的战略火箭军服役。1964年加入苏联共产党。1967年毕业于伏龙芝军事学院，任苏军驻德集群某摩托化步兵营营长。
1968年8月，参与多瑙河行动，武装干涉捷克斯洛伐克，率领营队占领布拉格附近的一个军用机场。1969年5月，任步兵团参谋长。1970年，任苏军驻德集群独立摩托化步兵第74训练团团长。1973年10月，任列宁格勒军区近卫摩托化步兵第63师师长。1975年4月25日晋升少将。1975年12月，任阿尔汉格尔斯克第26军军长。1979年，毕业于总参谋部军事学院，任白俄罗斯军区第28合成军军长，1980年晋升中将，1981年参加西方-81演习。
1981年10月，调任列宁格勒军区第一副司令。1984年6月，任中亚军区司令。1984年10月20日晋升上将。1986年拒绝出兵镇压阿拉木图十二月事件，后被借调参与切尔诺贝利核事故善后工作。1987年1月，被苏共中央总书记戈尔巴乔夫任命为苏联武装力量总参谋部第一副总参谋长。因与时任国防部长亚佐夫在兵役年限方面产生分歧，1988年11月被解职。1989年1月24日，任苏联武装力量总参谋部第一副总参谋长兼华沙条约组织武装力量总参谋长。同年2月15日晋升大将。同年5月在《红星报》发表文章，指责美国和北大西洋公约组织“仍然在谋求军事优势，制订侵略计划，加强发动突然袭击的物质基础”。他还反对把东德军队并入西德的联邦国防军。
1991年3月，华沙条约组织解散。同年6月，洛博夫被任命为伏龙芝军事学院院长。八一九事件后，洛博夫被戈尔巴乔夫任命为苏联武装力量总参谋长。1991年12月7日被免职。苏联解体后，短暂担任俄罗斯联邦总统军事顾问。曾提出取消军队中的旅级建制，减少兵役期的军事改革计划，但未被采纳。1994年3月退休。
洛博夫是苏联第十一届最高苏维埃代表（1984年－1989年），苏联人民代表大会代表（1989年－1991年）。